# Droit d'auteur au Bénin
Le droit d'auteur au Bénin est l'ensemble des droits exclusifs dont dispose un auteur sur les œuvres de l'esprit au Bénin. Il est réglementé par la loi du 10 avril 2006 relative à la protection du droit d’auteur et des droits voisins.

## Droit d'auteur
Le droit d'auteur protège les œuvres de l'esprit originales, et notamment les œuvres littéraires et artistiques. L’enregistrement de l’œuvre n’est pas nécessaire pour qu’elle bénéficie de la protection du droit d’auteur, mais il est recommandé pour faciliter la gestion des droits par le Bureau Béninois du Droit d’Auteur.

### Droits accordés
Les droits patrimoniaux de l'auteur lui confèrent le pouvoir exclusif de:
- reproduire son œuvre ;
- traduire son œuvre ;
- préparer des adaptations, des arrangements ou autres transformations de son œuvre ;
- faire ou autoriser la location ou tout autre transfert de possession de l’original ou des exemplaires de son œuvre quel que soit le propriétaire de l’original, ou de la copie faisant l’objet de la location ;
- faire ou autoriser la distribution au public par la vente, ou par tout autre transfert de propriété de l’original ou des exemplaires de son œuvre ;
- représenter ou exécuter son œuvre en public ;
- importer des exemplaires de son œuvre ;
- radiodiffuser son œuvre ;
- communiquer son œuvre au public par câble ou par tout autre moyen

Indépendamment de ses droits patrimoniaux, et même en cas de cession de ceux-ci l'auteur possède un droit moral qui lui permet de :
- décider ne divulguer ou de ne pas divulguer son œuvre

- revendiquer la paternité de son œuvre, en particulier de faire porter la mention de son nom sur tout exemplaire

- rester anonyme ou utiliser un pseudonyme

- s'opposer à toute modification qui porterait atteinte à l'œuvre

Le droit moral est perpétuel, inalinable et imprescriptible.

### Exceptions au droit d'auteur
L'œuvre peut être utilisée sans l’autorisation du titulaire du droit d’auteur notamment pour :
- la communication dans un cercle de famille ou dans un établissement d’enseignement à des fins strictement éducatives ;

- les reproductions, traductions et adaptations destinées à un usage strictement personnel et privé

- les analyses et les courtes citations sous réserve que le titre de l’œuvre et le nom de son auteur soient mentionnés.

- les reproductions par la presse, la radiodiffusion et la télévision des articles à caractère politique, économique ou socioculturel, ainsi que les discours destinés au public et prononcés dans les assemblées politiques, judiciaires, administratives ou religieuses, les réunions publiques à caractère politiques et les cérémonies officielles.

- les comptes rendus d’un événement d’actualité s’ils sont justifiés par le but d’information à atteindre.

- la reproduction, sous certaines conditions, des œuvres placées de façon permanente dans un lieu public.

## Droits voisins du droit d'auteur
L'artiste-intérpréte a le droit exclusif d'autoriser:
- la fixation de son interprétation ;

- la radiodiffusion de son interprétation;

- la communication au public de son interprétation, sauf lorsque cette communication est faite à partir d’une fixation ou d’une radiodiffusion ;

- la reproduction d’une fixation de son interprétation ;

- la première distribution au public d’une fixation de son interprétation

- la location au public ou le prêt public d’une fixation de son interprétation ;

- la mise à disposition du public de son interprétation fixée sur phonogramme, de manière que chacun puisse y avoir accès du lieu et au moment qu'il détermine.

## Conventions internationales
Le Bénin a adhéré à la Convention de Berne pour la protection des œuvres de l'esprit, ainsi qu'aux traités de l'OMPI sur le droit d'auteur et sur les interprétations et exécutions et les phonogrammes.